# Palazzo Zorzi Liassidi
Il palazzo Zorzi Liassidi è un palazzo storico di Venezia in stile gotico ubicato nel sestiere di Castello. Oggi ospita l'hotel Liassidi Palace Hotel.

## Storia
Secondo le storico Gianjacopo Fontana, le origini del palazzo sono da attribuire alla famiglia Donà del ramo “delle torreselle”, forse chiamati così per le torrette che ornavano il palazzo. Si ha notizia che fu venduto a Francesco Zorzi, figlio di Paolo, per 4 250 ducati nel 1436.
Un secolo e mezzo dopo Alvise Zorzi, figlio di Benedetto, ottenne il permesso per costruire un ponte verso la porta di terra. Francesco Sansovino, in Venetia Città Nobilissima Et Singolare" (1581), cita il palazzo sul Rio di San Lorenzo “ di Luigi Giorgi (Alvise Zorzi, n.d.r.)  Senatore integerrimo, con diverse bellezze, di marmo e di stucco, di Alessandro Vittoria”.
Alcune colonnine rovesciate dei tre balconcini del primo mezzanino, aggiunta settecentesca, hanno fatto soprannominare il palazzo “Zorzi dalle colonne storte”.
Sempre il Fontana ricorda che da questo ramo della famiglia Zorzi discese Marino, 50º Doge di Venezia.
Il palazzo passò alla famiglia cipriota Liassidi e fu poi sede universitaria. Ora ospita l’albergo Liassidi Palace Hotel.